# Francisco Cabezas (fraile)
Francisco Cabezas (Enguera, 1709-Enguera, 1773) fue un arquitecto y religioso franciscano español del siglo XVIII. Es conocido por su proyecto para la Iglesia de San Francisco el Grande de Madrid.

## Biografía
Estudió matemáticas y principios del arte arquitectónico; en 1729 tomó el hábito franciscano en el convento de la Corona de Cristo de Valencia. Dedicado a la arquitectura, cultivó el estilo barroco con influencias orientales, como muestran la cúpula de cerámica y la linterna que realizó en el templo anexo al monasterio de Santa Bárbara de Alcira (1729). Fue autor de numerosas iglesias, entre ellas la Capilla del Santísimo Ecce-Homo de Pego, la parroquia de San Mauro y San Francisco de Alcoy, la parroquia de Virgen de Sales de Sueca o la Iglesia-santuario de la Santa Faz en Alicante.
Su obra cumbre fue la Real Basílica de San Francisco el Grande de Madrid (1761), una de las más importantes de la capital de España, que le fue adjudicada en competencia con algunos de los mejores arquitectos del país en aquel momento, como el propio Ventura Rodríguez. Cabezas ideó para este templo una disposición en planta y alzado inusuales en el arte español, con una gran cúpula central rodeada de seis capillas y ábside, y con fachada curva. Sin embargo, lo inconexo del programa constructivo le hizo perder en 1768 la dirección del edificio, cuando los muros se alzaban solo hasta la cornisa. La obra fue concluida en 1784 por Francisco Sabatini, quien había asumido los trabajos en 1776.
Dejó también un tratado teórico sobre la Trisección del Ángulo (Valencia, 1772).